# 馬場猪太郎
馬場 猪太郎（ばば いたろう、1923年9月17日 - 2018年3月25日）は、日本の政治家。日本社会党衆議院議員（1期）。

## 概要
大阪府出身。早稲田大学卒業後、松下電器産業勤務、農業従事を経て1947年（昭和22年）に社会党入党。
全日本農民組合連合会大阪府連副会長、日本社会党大阪府7区協議会議長、大阪府議会議員を歴任。1976年の第34回衆議院議員総選挙で大阪府7区から社会党公認で立候補して当選、1期務めた。1979年の第35回衆議院議員総選挙、1980年の第36回衆議院議員総選挙では落選により政界を引退。社会福祉法人友愛福祉会 おおわだ保育園の元理事長。